# Большая Ерёма
Большая Ерёма — река в России, на западе Восточной Сибири, левый приток Нижней Тунгуски.
Протекает в Красноярском крае и Иркутской области по территории Эвенкийского и Катангского районов. Длина реки от истока Правой Ерёмы составляет 411 км. Площадь водосборного бассейна — 13 500 км². Берёт своё начало и протекает по Среднесибирскому плоскогорью. Крупные притоки — Алтыб и Ерёмакан.

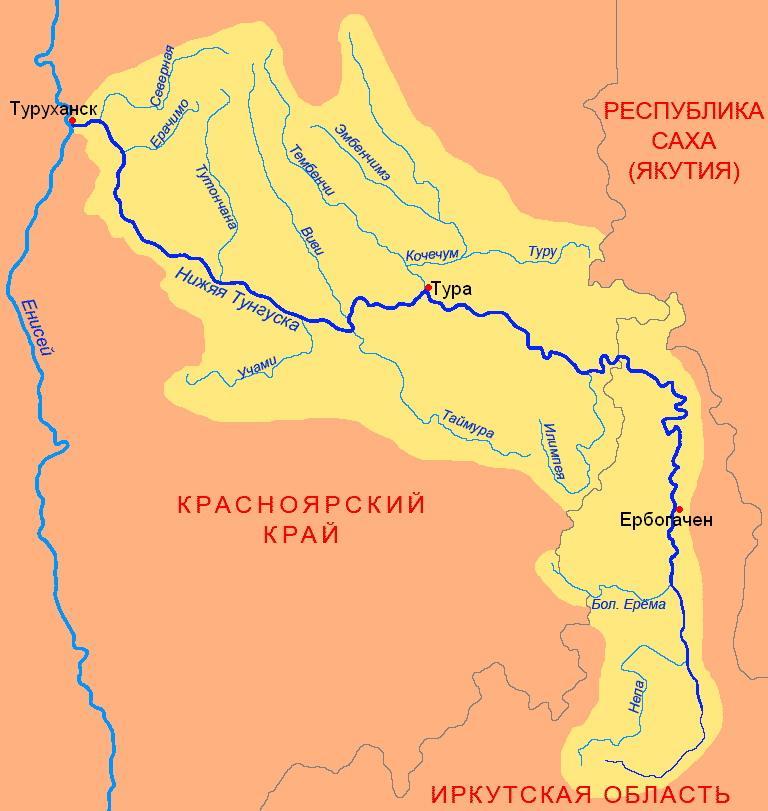
Бассейн реки Нижняя Тунгуска
с притоком Большая Ерёма

## Данные водного реестра
По данным государственного водного реестра России и геоинформационной системы водохозяйственного районирования территории РФ, подготовленной Федеральным агентством водных ресурсов:
- Бассейновый округ — Енисейский
- Речной бассейн — Енисей
- Речной подбассейн — Нижняя Тунгуска
- Водохозяйственный участок — Нижняя Тунгуска от истока до водомерного поста п. Кислокан
- Код водного объекта — 17010700112116100065127